# Stenopogon dorothyae
Stenopogon dorothyae är en tvåvingeart som beskrevs av Martin 1968. Stenopogon dorothyae ingår i släktet Stenopogon och familjen rovflugor. Inga underarter finns listade i Catalogue of Life.